# Lužiny
Lužiny – stacja linii B metra praskiego (odcinek V.B), położona na osiedlu o tej samej nazwie, części kompleksu mieszkaniowego Miasto Południowo-Zachodnie (Jihozápadní Město), w rejonie ulicy Archeologickiej.